# Goliath Atlas
Der Goliath Atlas, auch verkauft unter Hansa-Lloyd Atlas, war ein Lkw, der von 1932 bis 1935 in Bremen produziert wurde. Es war nicht der erste, aber ein früher Lastkraftwagen der Goliath Werke. Die Höchstgeschwindigkeit betrug 65 km/h.
Er war eine Weiterentwicklung des Goliath K1, der 0,5 t transportieren konnte, und dessen Nachfolger Goliath Express von 1929, der 0,8 t laden konnte und 45 km/h erreichte. Diese Modelle hatten eine offene Fahrerkabine.
Das Modell Atlas bekam eine geschlossene Kabine. Wie die Iso Isetta hatte es nur eine Tür auf der Vorderseite. Wegen der festen Lenksäule und der links angeschlagenen Tür musste der Beifahrer zuerst aussteigen. 
Der Anschaffungspreis lag bei 2450 Reichsmark (entspricht heute etwa 13.100 EUR). Der Lkw hat ein Dreiganggetriebe.

## Mitbewerber
- Magirus M10[6]